# Wolfgang Eisenmenger (Physiker)

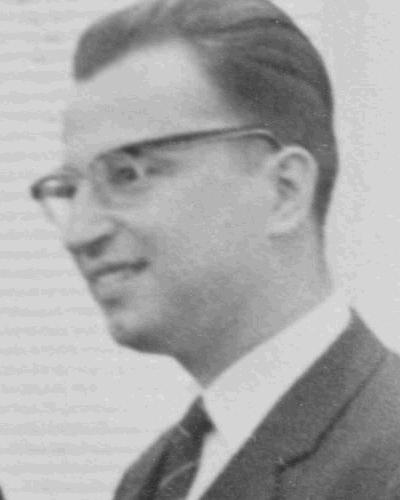
Wolfgang Eisenmenger, 1966 in Göttingen

Wolfgang Eisenmenger (* 11. Februar 1930; † 10. Dezember 2016) war ein deutscher Physiker.

## Laufbahn und Forschungsgebiete
Nach einem Studium der Physik an der RWTH Aachen und der Universität Göttingen promovierte Eisenmenger 1958 mit einer Arbeit zur Oberflächenspannung von Wasser und wässrigen Lösungen. 1964 habilitierte er sich mit experimentellen Untersuchungen zu Stoßwellen in Flüssigkeiten im akustischen Frequenzbereich; der bei dieser Arbeit entwickelte Elektromagnetische Stoßwellengenerator war ein wichtiger Beitrag zur extrakorporalen Lithotripsie, der Zertrümmerung von Nierensteinen ohne Operation.
In den späten 1960er Jahren arbeitete Eisenmenger bei den Bell Laboratories in Murray Hill (New Jersey). Dort begann er seine Forschungen an Schallwellen im ultrahochfrequenten Bereich. Die bei Bell begonnenen Experimente zu Erzeugung und Detektion von akustischen Phononen führten zur Entwicklung der Phononenspektroskopie an Festkörpern, die in der Bestimmung der Reinheit von Halbleiter-Einkristallen Bedeutung erlangt hat. 
Eisenmenger erhielt 1969 einen Ruf an die Universität Stuttgart. Als Ordinarius für Experimentalphysik und Leiter des 1. Physikalischen Instituts widmete sich Eisenmenger weiterhin Untersuchungen auf dem Gebiet der Akustik und Phononenphysik und beteiligte sich an der Weiterentwicklung der Stoßwellenlithotripsie. Weitere Forschungsinteressen Eisenmengers betreffen die Piezoelektrizität an Polymerfolien und die Rastertunnelmikroskopie. Ab Frühjahr 1998 war Eisenmenger emeritiert.

## Ehrungen
- Korrespondierendes Mitglied der Akademie der Wissenschaften zu Göttingen, ab 1988
- Robert-Wichard-Pohl-Preis der Deutschen Physikalischen Gesellschaft, 1995
- Ehrendoktorwürde der Carl von Ossietzky Universität Oldenburg, 2002[4]
- Helmholtz-Medaille der Deutschen Gesellschaft für Akustik, 2003